# 스토크스의 정리
미분기하학에서 스토크스의 정리(영어: Stokes’ theorem)는 매끄러운 다양체 위의 미분 형식의 적분에 관한 정리다. 이에 따라, 미분 형식의 외미분을 다양체에 적분한 값은, 그 미분 형식을 다양체의 경계에 대하여 적분한 값과 같다. 벡터 미적분학의 몇몇 정리를 일반화한 것이다.

## 도입
미적분학의 기본정리는 구간 {\displaystyle [a,b]}위의 함수 {\displaystyle f}의 적분은 {\displaystyle f}의 부정적분인 {\displaystyle F}를 찾는 것으로 계산할 수 있다는 정리이다.
{\displaystyle \int _{a}^{b}f(x)\,dx=F(b)-F(a)}
스토크스의 정리는 다음과 같은 관점에서 이 정리를 일반화한다.
- {\displaystyle \scriptstyle {\frac {dF}{dx}}=f(x)}로 {\displaystyle F}가 결정되는 것에서, 미분 형식의 관점에서 보면 {\displaystyle f(x)dx}는 0-형식(0-form)의 외미분(exterior derivative)이 된다. 즉, 함수 {\displaystyle F}에 대해 {\displaystyle dF=fdx}이다. 일반화된 스토크스 정리는 {\displaystyle F}대신 더 높은 미분 형식에서도 적용 가능하다.
- 폐구간 {\displaystyle [a,b]}는 경계를 갖는 일차원 매끄러운 다양체(one-dimensional manifold with boundary)의 간단한 예이다. 경계는 두 점 {\displaystyle a,b}로 이루어진 집합이 된다. 구간위의 함수 {\displaystyle f}를 적분하는 것은 고차원 다양체 위에서 미분 형식을 적분하는 것으로 일반화할 수 있다. 두 가지 기술적인 조건이 필요한데, 다양체는 방향을 가져야 하고, 적분이 잘 정의되기 위해 미분 형식은 콤팩트 지지이여야 한다.
- 두 점 {\displaystyle a,b}는 구간 {\displaystyle [a,b]}의 경계가 된다. 더 일반적으로, 스토크스의 정리는 경계를 갖는 유향 다양체 {\displaystyle M}에 적용된다. {\displaystyle M}의 경계인 {\displaystyle \partial M}은 그 자체로 다양체가 되고, {\displaystyle M}이 방향성을 가짐에 따라 자연스럽게 유향 다양체를 이룬다. 예를 들어 주어진 구간의 방향은 두 경계점의 방향을 준다. 직관적으로, 점 {\displaystyle a}는 점 {\displaystyle b} 방향으로 방향을 가진다고 볼 수 있다.

그러므로 기본정리는 다음과 같이 해석된다.
{\displaystyle \int _{[a,b]}f(x)\,dx=\int _{[a,b]}dF=\int _{\{a\}^{-}\cup \{b\}^{+}}F=F(b)-F(a).}

## 정의

2차원 다양체에서의 적분 (그림에서는 대신 로 표기됨)

{\displaystyle \Omega }가 경계를 가진 n차원 유향 매끄러운 다양체라고 하고, {\displaystyle \omega }는 {\displaystyle \Omega } 위에 정의된 (n−1)차 미분 형식이라고 하자. 또한, {\displaystyle \omega }가 콤팩트 지지라고 하자. {\displaystyle \partial \Omega }를 {\displaystyle \Omega }의 경계라고 하면, 다음 등식이 성립한다. 이 등식을 스토크스의 정리라고 한다.
{\displaystyle \int _{\Omega }\mathrm {d} \omega =\oint _{\partial \Omega }\omega }
여기서 {\displaystyle \mathrm {d} }는 미분 형식의 외미분이다.

## 특수한 경우

### 켈빈-스토크스 정리
스토크스 정리의 고전적인 형태로서 켈빈-스토크스 정리(영어: Kelvin–Stokes theorem)라고도 한다. 3차원 공간상의 폐곡선에서 수행되는 선적분은 스토크스의 정리에 의해 주어진 폐곡선이 둘러싼 임의의 곡면 {\displaystyle R}에서의 면적분으로 변환될 수 있다. 역도 가능하다.
{\displaystyle \oint _{\partial R}{\mathbf {F} \cdot d\mathbf {r} }=\iint _{R}{\operatorname {curl} \,\mathbf {F} \cdot d\mathbf {S} }}

### 그린 정리
그린 정리도 2차원 다양체의 관점에서 마찬가지로 스토크스 정리의 특수한 형태라고 볼 수 있다. 스토크스 정리에서 즉시 유도된다.

### 발산 정리
발산 정리도 유클리드 공간에서 부피 형식(volume form)에 대한 스토크스 정리의 특수한 형태가 된다.

## 같이 보기
- 그린 정리
- 가우스의 발산정리
- 그린의 항등식